# محمود فكري
محمود فكري جويباري (بالفارسية: محمود فکری جویباری) (ولد في 26 يوليو 1969 جويبار، إيران) لاعب سابق بمنتخب إيران لكرة القدم. حالياً هو المدير الفني لنادي نساجي مازندران في دوري المحترفين الإيراني. كان سابقاً مدرب لنادي راهيان كرمانشاه في دوري المحترفين الإيراني ومدرب مساعد لنادي استقلال طهران ونادي صبا قم. عندما كان لاعب كان يلعب في مركز المدافع.

## مسيرته الدولية
كان لاعب في منتخب إيران لكرة القدم حتى 15 نوفمبر 2006. إعتزل اللعب الدولي بعد الفوز على منتخب كوريا الجنوبية 2-0.

## الإنجازات

### كلاعب
استقلال طهران
- دوري كرة القدم الإيراني (2): دوري آزادغان 2000–01، دوري المحترفين الإيراني 2005–06
- كأس حذفي (3): كأس حذفي، كأس حذفي 1999–2000، 2001–02

### مدير فني
نفط مسجد سليمان
- دوري آزادغان (1): دوري آزادغان 2017–18